# SN 2002jz
SN 2002jz – supernowa typu Ic odkryta 23 grudnia 2002 roku w galaktyce UGC 2984. W momencie odkrycia miała maksymalną jasność 15,90m.